# Буларда
Буларда (рум. Bularda) — село в Каларашском районе Молдавии. Наряду с сёлами Деренеу и Дума входит в состав коммуны Деренеу.

## География
Село расположено на высоте 158 метров над уровнем моря.

## Население
По данным переписи населения 2004 года, в селе Буларда проживает 149 человек (79 мужчин, 70 женщин).
Этнический состав села:
| Национальность | Число жителей | Процентный состав |
| -------------- | ------------- | ----------------- |
| молдаване      | 146           | 97.99             |
| украинцы       | 2             | 1.34              |
| русские        | 1             | 0.67              |
| Всего          | 149           | 100%              |